# 鵺の砦
『鵺の砦』（ぬえのとりで）は、福島聡の短編漫画を収録した作品集。単行本全1巻。

## 概要
2003年から2008年まで『少年少女』から『機動旅団八福神』を連載していた期間に掲載された短編集である。一部の作品は、他の作家が原作もしくは作画を担当している。またプロローグとエピローグ、後書きが収録されている。

## 収録作品
※単行本に収録された順。
- 鵺の砦（『コミックビーム』2008年1月号）
- 揺らぐ大地（『劇団阿佐ヶ谷スパイダース「はたらくおとこ」パンフレット』（2004年4月公演））
- 溺れる者（『COMIC CUE』Vol.300（2003年5月発売））
- みかんスープ（『コミックビームFellows!』Vol.1（2006年10月発売））- 作画担当。原作：小出和彦。
- すみれの花（『コミックビーム』2004年9月号付録小冊子）- 原作担当。作画：森薫。森薫の短編集『森薫拾遺集』にも収録。

## 各作品の概要

### 鵺の砦
主に3人の登場人物が登場するが、名前は作中に記されない。軽井沢で映画や本の評論をネットに投稿しながら隠遁生活している青年のもとに、家出中らしい2人の高校生が一晩泊まりに現れる。

### 揺らぐ大地
主に2人の登場人物が登場するが、名前は作中に記されない。中年男性2人が、測量に関して持論を展開する。

### 溺れる者
主に2人の登場人物が登場するが、名前は作中に記されない。車道の交通量を数えるアルバイトをする2人の青年が、仕事中に口論になる。現実の出来事か妄想か分からないまま、事件が発生する。

### みかんスープ
劇団を主宰する小出和彦の劇を原作に、福島が描いた漫画。現代を舞台としたSF漫画。
NPOの地下調査隊の2人、隊長の天原と助手の銛は、危険な高濃度ガスの噴き出す洞窟を調査していた。調査の途中で2人は、洞窟内のガス濃度が低い場所を見つけ、ヘルメットを外して休憩する。そこに「モールピープル」と呼ばれる、外の社会から隔絶した集団に属する人々が現れる。モールピールとの接触を禁じられていた2人は、あわててガス濃度の高い場所に迷い込んでしまう。目が覚めると、ヘルメットを失っていた2人は、ヘルメットがモールピープルの市場で売られているのを見つける。外に出るにはヘルメットが必要であることを店主に伝えるが、「これがお前たちの命を守るものなら、釣り合うものは命しかない」と応じられる。現実か空想か分からない様々な象徴的な場面が展開され、物語は、銛が殺される場面で終わる。

### すみれの花
福島の原作、ネームをもとに森薫が描いた漫画。
高校の美術部に入部した佐藤もも、前園すみれの2人の女子高校生が主な登場人物。部活に参加しない佐藤と熱心に部活に参加する前園。佐藤は、前園の態度に自分が見下されているような印象を持ってしまう。しかしある日、佐藤は、前園が自分の描いた絵を自分で燃やしていることを知る。

## 単行本
- エンターブレイン 2008年3月7日発行ISBN 978-4-7577-4035-8